# Тьєррі Омеє
Тьєррі Омеє (фр. Thierry Omeyer, 2 листопада 1976) — французький гандболіст, олімпійський чемпіон. Французький голкіпер був одним із найвідоміших облич Ліги чемпіонів EHF протягом приблизно двох десятиліть, виграючи цей трофей чотири рази – з Montpellier HB і THW Kiel – і заробивши низку інших титулів і нагород.

## Виступи на Олімпіадах
| Олімпіада   | Дисципліна | Місце |
| ----------- | ---------- | ----- |
| Афіни 2004  | гандбол    | 5     |
| Пекін 2008  | гандбол    | 1     |
| Лондон 2012 | гандбол    | 1     |